# Michael Sailer (Künstler)

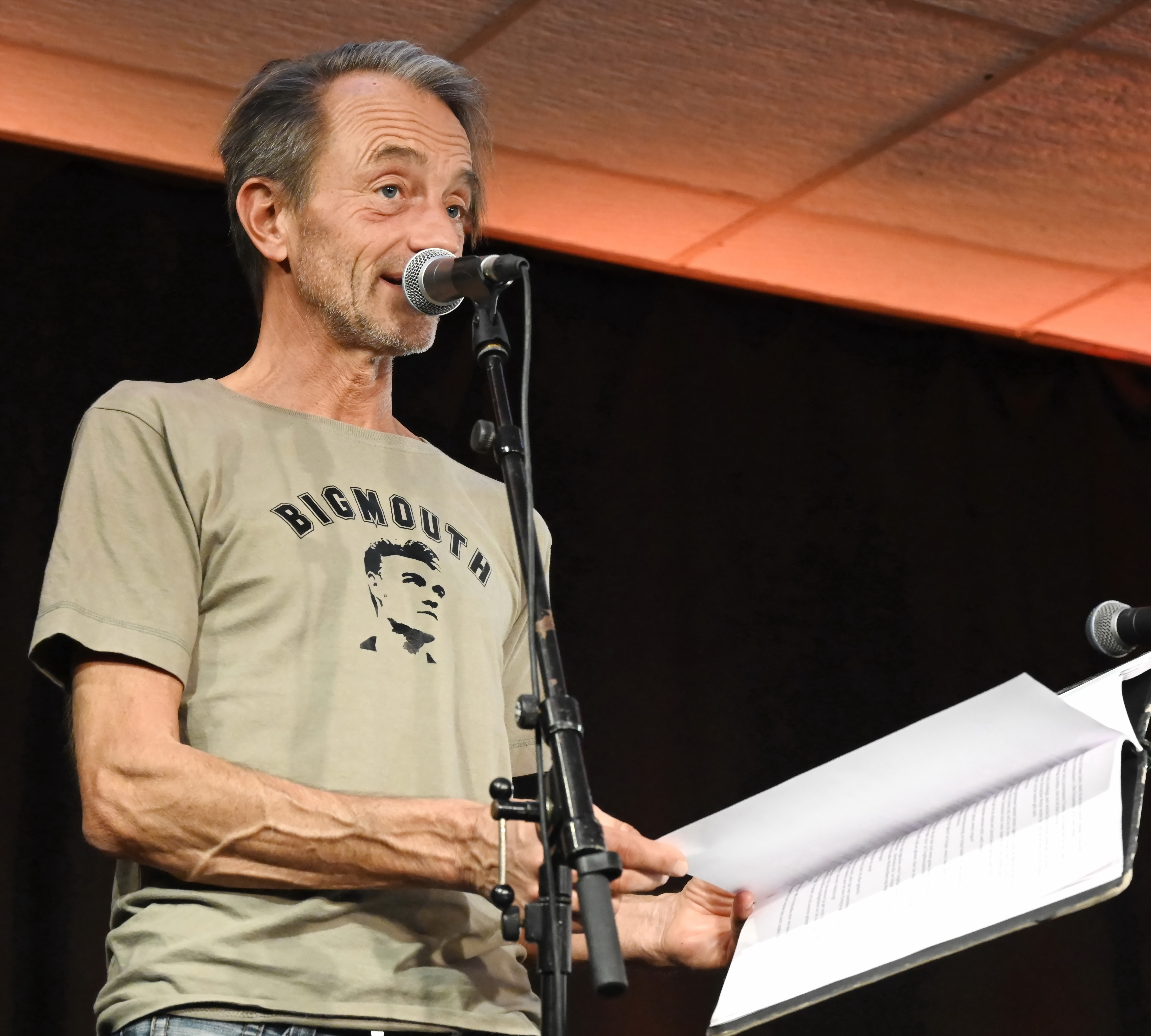
Michael Sailer, 2019

Michael Sailer (* 7. Juli 1963 in München) ist ein deutscher Autor und Musiker.

## Autor
Sailer schreibt die Kolumnen Belästigungen (bis 2022 im Stadtmagazin In München, seitdem auf seinem Blog und auf Radio München) und Schwabinger Krawall (früher in der Frankfurter Allgemeinen Sonntagszeitung auf den Münchner Seiten und in der taz). Außerdem war er von 1993 bis 2000 Redakteur, Reporter und Hauptrezensent der Zeitschrift WOM-Journal, 2002 bis 2010 Redakteur und Autor der Zeitschrift Musikexpress, schreibt für einige andere Publikationen (unter anderem konkret und die Süddeutsche Zeitung) und Bücher und nimmt unregelmäßig an Lesungen und Kleinkunstveranstaltungen teil.
Sailer veröffentlichte 2005 eine Biographie von Deep Purple (gemeinsam mit Jürgen Roth). Sailers erster Roman Die Verrückten stehen in der Sonne erschien 2010, der zweite, Wegerichs Heft, folgte 2012, der dritte, Niemand ist so fremd wie wir, 2021. Daneben wurden seine "Theaterstücke zum Vorlesen" sowie seine Kolumnen in Buchform und als Hörbuch veröffentlicht.
Im Sommer 2009 wurde in Haimhausen das Musical Die bairische Horrorschau uraufgeführt, zu dem Sailer Libretto und Songtexte geschrieben hat, das jedoch vorläufig aufgrund eines Vetos des Inhabers der Rechte an The Rocky Horror Show nicht mehr aufgeführt werden darf.

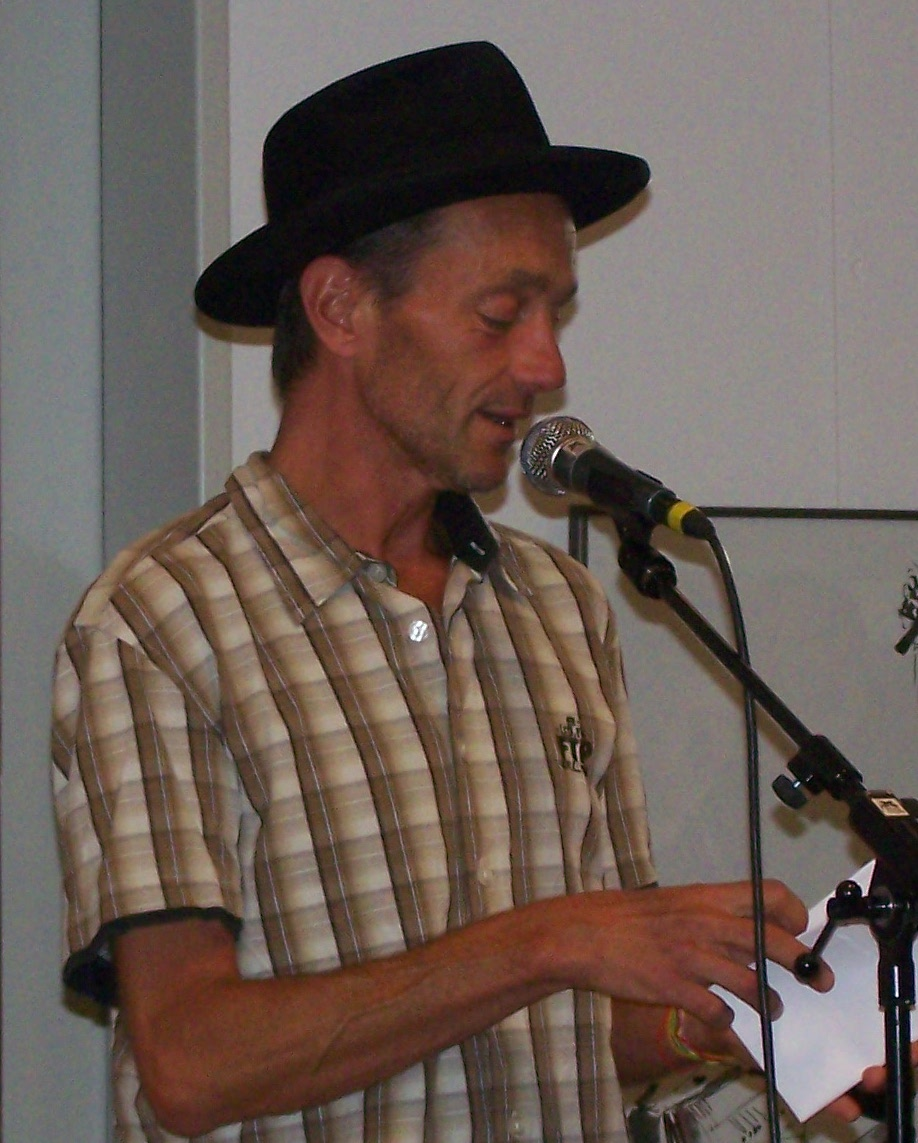
Michael Sailer (2011)

Von Sommer 2007 bis 2020 war Sailer festes Mitglied der Lesebühne „Schwabinger Schaumschläger Show“, die mit Gästen jeden Sonntag in dem Lokal „Vereinsheim“ in München-Schwabing auftrat. Dort war Sailer bis zu den Corona-Maßnahmen auch jeden Montag bei der Mixed-Show Blickpunkt Spot zu sehen, als Leser und gelegentlich auch als Moderator, sowie hin und wieder als Gast in der dort aufgezeichneten TV-Sendung Vereinsheim Schwabing. Einmal jährlich gab es dort einen gemeinsamen Leseabend mit Sailer und dem Kabarettisten und Autor Andreas Rebers, ebenfalls alljährlich fand die Veranstaltung „Welthits auf bairisch, steirisch, hessisch (und Latein)“ statt, an der außer Sailer u. a. die Liedermacher und Kabarettisten Tilman Birr, Elis C. Bihn sowie Björn Puscha beteiligt waren.
Im Sommer 2016 nahm Sailer mit Sven Kemmler, Mathias Tretter, Ulan & Bator, Martina Schwarzmann, Jochen Malmsheimer, Dagmar Schönleber, Werner Brix u. a. an der satirischen Theaterrevue Dodge City – Eine Stadt sagt Ach du Scheiße teil, die mehrere Abende im Münchner Lustspielhaus lief. Im Februar 2018 folgte Auf See – Unsinn hart am Wind, woran außerdem Georg Schramm, Nessi Tausendschön, Alex Burkhard und Theaterinhaber Till Hofmann beteiligt waren.
Seit 2012 ist Michael Sailer Mitglied der Karl-Valentin-Gesellschaft. Von 2017 bis 2025 arbeitete er in Nachfolge von Theo König als Coach für Creative Writing bei dem Musiktheaterprojekt International Munich Artlab.
Von 1982 bis 1984 war er Herausgeber und Hauptautor des in München erscheinenden Fanzines Der Blitz. Sailer war Ende der 80er Jahre einer der Hauptdarsteller der TV-Serie Blam!. Im Sommer 2009 war er mit dem Ensemble „Theater Münchner Freiheit“ in einer Doppelrolle in Alan Ayckbourns Stück Konfusionen (Confusions) zu sehen. Er war zudem Mitglied der situationistischen Theatergruppe „Schwabinger Bürgerversammlung“, die unter anderem an Silvester 2009 das Stück Casakabul, 2010 Romeo & Julia im Wilden Westen, im Frühjahr 2011 die szenisch-dokumentarische Revue Krieg! und Ende 2011 eine absurde Version der Odyssee inszenierte.
Sailer war beziehungsweise ist Mitglied der Bands Tollwut, The Comics, Marionetz, V2-Schneider, Born Bavarian, Dead City Radio, Narcotic Brothers, Tilt!, Fuse, Organismus Miller-Trares, Rivolta, Lichtmaschine, Dead Sex Idols und Hundert Nutten, meistens als Gitarrist und Sänger, manchmal auch Bassist oder Schlagzeuger. Daneben spielt er solo und bei improvisierten Liederabenden, u. a. mit Titus Waldenfels und Michael Reiserer. 2014/15 veranstaltete Sailer mit Ayna Steigerwald und Stefan Noelle die Reihe Liebe Sau – Die Bühne der flammenden und gebrochenen Herzen, bei der er eigene Lieder vortrug. Seit Mai 2021 organisiert er die Veranstaltungsreihe "Lerchenauer Lesegarten".
Im Februar 2023 gründete Sailer mit Franz Esser die Lese- und Musikbühne "Platz! der Freiheit", die monatlich an wechselnden Orten stattfindet und Ausschnitte aus ihren Veranstaltungen als Videos auf YouTube veröffentlicht.

## Bücher (Auswahl)
- Eure Armut kotzt mich an. Belästigungen 1-30. Serie Schatten, München 2000. ISBN 3-89811-792-8.
- In Wahns Welt. Belästigungen 31-60. Serie Schatten, München 2002. ISBN 3-8311-2727-1.
- Einladung zur Enthirnung. Belästigungen 61-100. Serie Schatten, München 2003. ISBN 3-8330-1085-1.
- Der Untergang des Laberlandes. Belästigungen 101-166. Serie Schatten, München 2005. ISBN 3-8334-2803-1.
- Michael Sailer und Jürgen Roth: Deep Purple – Die Geschichte einer Band. Hannibal Verlag, Höfen 2007, ISBN 978-3-85445-251-5.
- Belästigungen – Kolumnen und Satiren. Edition Bod, Norderstedt 2005. ISBN 3-8334-3361-2.
- Schwabinger Krawall. Irrwitzige Geschichten aus der Münchner Vorstadt. Lagrev-Verlag, München/Bruckmühl 2007. ISBN 978-3-929879-02-5.
- Schwabinger Krawall zwei. Neue irrwitzige Geschichten aus der Münchner Vorstadt. Lagrev-Verlag, München/Bruckmühl 2008. ISBN 978-3-929879-01-8.
- Die Verrückten stehen in der Sonne. Roman. Lagrev-Verlag, München/Bruckmühl 2010. ISBN 978-3-929879-80-3.
- Schwabinger Krawall drei. Irrwitzige Geschichten aus der Münchner Vorstadt. Lagrev-Verlag, München/Feldkirchen-Westerham 2011. ISBN 978-3-929879-81-0.
- Wegerichs Heft. Roman. Serie Schatten, München 2012. ISBN 978-1-4792-3662-6.
- Eure Armut kotzt mich an. Belästigungen 1-100. Serie Schatten, München 2013. ISBN 978-1-4819-0566-4 (Neuausgabe der ersten drei "Belästigungen"-Bände).
- Die nackten Idioten. Belästigungen 101-200. Serie Schatten, München 2014. ISBN 978-1-4992-9387-6.
- Das fliegende Irrenhaus. Belästigungen 201-300. Serie Schatten, München 2014. ISBN 978-1-4997-2325-0.
- Man ist immer zu gut zu den Blöden. Belästigungen 301-400. Serie Schatten, München 2014. ISBN 978-1-5023-2205-0.
- Durchs wilde Absurdistan. Belästigungen 401-500. Serie Schatten, München 2017. ISBN 978-1-979558-39-6.
- Verlorene Gegenwart. Horváth – Kafka – Valentin. Serie Schatten, München 2019. ISBN 978-1-09-169692-1.
- Zwo Druffe. Szenen aus der Gegenwart. Serie Schatten, München 2019. ISBN 978-1-09-677347-4.
- Der Bub. Szenen aus der Gegenwart. Serie Schatten, München 2019. ISBN 978-1-67060-663-1.
- Politik & Erbrechen. Belästigungen 501–600. Serie Schatten, München 2021. ISBN 979-8-5869-1680-8.
- Deutsche Weihnacht. Ein Theater. Serie Schatten, München 2021. ISBN 979-8-5166-8322-0.
- Niemand ist so fremd wie wir. Roman. Serie Schatten, München 2021. ISBN 979-8-4623-9046-3.
- Was ist passiert? Notate aus Zeiten von Lüge und Krieg. Band 1: 2020/2021. München 2025. ISBN 979-8-3092-1192-0.

## Diskografie (Auswahl)
- Tollwut/Beerdigung (Split-LP); Gruft Rec. 1981
- Vierzehn (LP mit Marionetz); Mambo/WEA 1983
- Thunder (LP mit The Comics); 1988
- Sweet Cousin Cocaine (LP mit The Comics); 1989
- Electric Leather Circus (CD mit The Comics); Focus/Rough Trade 1991
- Live! In A Harder World (CD mit The Comics); Focus/Rough Trade 1992
- I Have Nothing To Offer The World But My Own Confusion (CD mit The Comics); Rough Trade 1993
- Burn Future Burn We Love Your Face (CD mit Dead City Radio); Tug Rec./Eastwest 1998
- Everything Is So Beautiful (CD mit Dead City Radio); Rivolta Musica/S&S/Aggressive Noise 2002
- Was kommt! (CD mit V2-Schneider); Aggressive Noise 2004
- Schwabinger Krawall (Hörbuch); Kunstmann-Verlag 2015

## Auszeichnungen
- 1998 Literaturstipendium der Stadt München für den Roman Die Verrückten stehen in der Sonne
- 2001 Schwabinger Kunstpreis
- 2005 Johann-Gottlob-Heynig-Preis
- 2013 Silberne Feder der Fabelhaften Couchpoeten